# 로마 숫자
로마 숫자는 고대 로마에서 쓰는 기수법이다. 로마 문자에 특정 수를 대입하고 이를 조합하여 수를 나타낸다. 1에서 10까지는 Ⅰ, Ⅱ, Ⅲ, Ⅳ, Ⅴ, Ⅵ, Ⅶ, Ⅷ, Ⅸ, Ⅹ 와 같이 표기한다. 11은 Ⅺ이라고 표기하고 12은 Ⅻ로 표기한다. 밑에 이름 구역에 13~17 로마자 표기법도 나온다. 다만 유니코드에는 존재하지 않기 때문에 7(Ⅶ)처럼 한 글자로 끝내지 않고 17(ⅩⅦ) 같이 조합해서 만든다. 7(ⅶ)같이 소문자 버전도 있다.
로마 숫자는 에트루리아인이 사용한 기수법에서 유래하였으며 로마 제국을 거쳐 14세기에 이르기까지 유럽 각지에서 사용되었다. 14세기 이후에 보다 사용이 편리한 아라비아 숫자가 널리 사용되면서 일상적인 연산에서는 사용하지 않게 되었다. 오늘날에는 시계의 시간 표시나 책의 목차 표시와 같은 특별한 경우에만 사용된다.
50, 100, 500, 1000은 각각 Ⅼ, Ⅽ, Ⅾ, Ⅿ으로 표기한다.

## 기수 체계
로마 숫자는 7개의 기본 기호를 조합하여 수를 나타낸다.
| 기호 | 값   |
| ---- | ---- |
| I    | 1    |
| V    | 5    |
| X    | 10   |
| L    | 50   |
| C    | 100  |
| D    | 500  |
| M    | 1000 |

문자 위에 가로줄을 그으면 1,000 배를 뜻한다.
예를 들어 V은 5,000을 뜻한다., X은 10,000, L은 50,000을, C은 100,000을, D은 500,000을, 그리고 M은 1,000,000을 뜻한다. 4,000,000부터는 가로줄을 2번 긋고, 4,000,000,000부터는 가로줄을 3번 긋는다. 10의 거듭제곱에 따라 오버라인의 갯수도 늘어난다. 1,000까지는 오버라인이 필요없다. 5,000은 V고, 10,000은 X고, 50,000은 L이고, 100,000은 C고, 500,000은 D고, 1,000,000은 M이고  5,000,000은 윗줄 2개 밑에 V고, 그리고 이제 10의 거듭제곱에서 3씩 건너뛴 수만 있다. 1,000,000,000은 윗줄 2개 밑에 M이고, 1,000,000,000,000는 윗줄 3개 밑에 M이고, 10^15은 윗줄 4개 밑에 M이고, 그리고 10^18은 윗줄 5개 밑에 M이다. 이 점을 이용해서 엄청 큰 수도 로마 숫자로 나타낼 수 있다. 그리고 이는 숫자 영어표기법이랑도 관련이 있다. 왜냐하면 얘도 처음 7개를 제외하고 1,000씩 건너뛰어 오버라인을 사용하기 때문이다.  

## 이름
라틴어에서는 수가 단독으로 쓰일 때와 접두사로 쓰일 때 부르는 방식이 달랐다. 다음의 표는 1에서 17까지의 수 이름이다.
| 숫자 | 값 | 수 이름                            | 접두사                         |
| ---- | -- | ---------------------------------- | ------------------------------ |
| Ⅰ    | 1  | 우누스/우나/우눔 ( unus/una/unum ) | 우니 (uni)                     |
| Ⅱ    | 2  | 두오/두에 ( duo/duae )             | 비/두오(bi/duo)                |
| Ⅲ    | 3  | 트레스/트리아 ( tres/tria )        | 트리(tri)                      |
| Ⅳ    | 4  | 콰투오르 ( quattuor )              | 콰드리/퀸트 (quadri/quint)     |
| Ⅴ    | 5  | 퀸퀘 ( quinque )                   | 퀸탈 (quintal)                 |
| Ⅵ    | 6  | 섹스 ( sex )                       | 섹스(트)/세 (sex(t)/se)        |
| Ⅶ    | 7  | 셉템 (septem)                      | 셉트(sept)                     |
| Ⅷ    | 8  | 옥토 (octo)                        | 옥트(oct)                      |
| Ⅸ    | 9  | 노벰 (novem)                       | 노누스/노벰(nonus/novem)       |
| Ⅹ    | 10 | 데켐 (decem)                       | 데크(데카)/데(dec(a)/de)       |
| Ⅺ    | 11 | 운데킴 (undecim)                   | 운테크/운데 (undec/unde)       |
| Ⅻ    | 12 | 두오데킴 (duodecim)                | 두오데크/두오데 (duodec/duode) |
| ⅩⅢ   | 13 | 트레데킴 (tredecim)                | 트레데크 (tredec)              |
| ⅩⅣ   | 14 | 콰트투오르데킴 (quattuordecim)     | 콰트투오르데크 (quattuordec)   |
| ⅩⅤ   | 15 | 퀸데킴 (quindecim)                 | 퀸데크 (quindec)               |
| ⅩⅥ   | 16 | 세데킴 (sedecim)                   | 세데크 (sedec)                 |
| ⅩⅦ   | 17 | 셉텐데킴 (septendecim)             | 셉텐데크 (septendec)           |

여기서 1부터 12까지는 한 글자로 끝내지만 13부터 17까지는 한 글자로 끝내지 않았다. 유니코드에서 1~12(그 이후는 자리수에 따라 10,100,1000의 배수)만 존재하기 때문이다.
20은 비긴티(viginti), 30은 트리진타(trigintatriginta), 40은 콰드라진타(quadraginta), 50은 퀸콰진타(quinquaginta), 100은 센툼(centum), 1000은 밀레(mille)라고 불렀다. 라틴어의 수이름은 오늘날에도 유럽의 각 언어에서 흔하게 쓰인다. 예를 들어 12월에 해당하는 영어 December는 로마 달력의 열번째 달을 가리키는 말로 쓰인 것이다. 1,000년을 단위로 하는 밀레니엄 역시 로마 숫자의 명칭에서 비롯된 것이다.

## 표기법
로마 숫자는 기본적으로 기호를 합산하는 방식으로 조합되는 가법적 기수법(加法的 記數法)이다.예를 들어 I 이 세개면 III (3) 이고 55는 L (50) + V(5) = LV(55)와 같은 식으로 표기된다. 
본래 해당 숫자 체계에는 0에 대한 표기 방법이 없었으나, 자릿수가 아닌 단순히 "아무것도 없음"의 0을 표기하기 위해 "없음"을 뜻하는 라틴어 "Nulla" (혹은 "Nihil")의 약자인 N이 간혹 사용된 적은 있다.
세월이 흐르면서 보다 간단한 표기법을 위해 감산 표기법이 개발되었다. 감산 표기법은 V(5)나 X(10), L(50), C(100)와 같은 큰수 앞에 I과 같은 작은 수를 놓아 큰 수에서 작은 수를 뺀 값을 표기하는 방법이다. 예를 들어 초기에는 4를 표시하는 데 IIII가 널리 쓰였으나 이후에는 IV가 널리 쓰였다. 이 경우 IV = V - I와 같이 감산 표기법이 적용된 것이다. 감산 표기법은 IX (9), XL (40), XC (90), CD (400), CM (900)과 같은 경우에도 쓰인다. 아까 말한 수들은 이렇게도 표시된다. VIIII (9), XXXX (40), LXXXX (90), CCCC (400), DCCCC (900), 그리고 오버라인을 사용하지 않을 경우에는 MMMM (4000)으로 표기된다. 원래 4000 표기법은 MV̅다. 밑에 유니코드가 나오지만 똑같은 기호가 4개 들어간 로마자는 유니코드에서 지원되지 않는다. 예를 들어서 4 (Ⅳ,ⅳ)처럼 기본 표기법만 지원되고 IIII, iiii처럼 4개가 연속으로 들어가는 기호는 유니코드에서 지원되지 않는다. 1~12 그 다음에는 자릿수에 따라 10,100,1000의 배수 예를 들어서 70, 300, 2000처럼 말이다. 유니코드에 지원되는 17처럼 이렇게 10의 배수가 아닌 수 중에서 지원되는 제일 큰 수는 12다. 13부터 40, 200처럼 딱 0으로 끝나지 않는 수는 ⅩⅦ, ⅹⅶ처럼 조합해서 만든다.

## 연산
로마 숫자의 덧셈과 뺄셈은 기호의 가감으로 이루어져 비교적 용이하지만, 위치 기수법이 적용되지 않아 곱셈과 나눗셈은 무척 어려운 편이다.
덧셈의 사례로 CXXII + LXI (122 + 61)을 계산해 보자. 이 경우 주어진 모든 기호를 합하여 CLXXXIII (183)과 같이 표기하면 된다. 뺄셈의 경우 LXVIII − XII (68 - 12)을 예로 들면, LXVIII − XII 와 같이 처음 수에서 빼는 수의 기호 만큼 지우면 된다. 지우고 남은 기호만 조합하면 LVI (56) 이 된다. XX + XXXVI (20 + 36)과 같은 경우는 먼저 모든 기호를 XXXXXVI와 같이 나열하고 XXXXX = L 로 치환하여 LVI(56) 과 같이 표기하고 XVII - IX 와 같은 계산에선 X - IX에서 I를 남기고 VII에 이를 더하여 VIII을 구할 수 있다. 고대 로마에서는 음의 정수는 생각하지 않았기 때문에 작은 수에서 큰 수를 빼는 것은 불가능하다고 여겼다.
로마 숫자의 곱셈은 직관적으로 결과를 알기 어렵다. 다음의 곱셈표를 이용하여 계산하면 곱셈이 용이해진다.
| × | I | V   | X | L   | C | D   |
| I | I | V   | X | L   | C | D   |
| V | V | XXV | L | CCL | D | MMD |
| X | X | L   | C | D   | M | V   |
| L | L | CCL | D | M   | V |     |
| C | C | D   | M | V   |   |     |
| D | D | MMD | V |     |   |     |

위 표를 이용하여 XXI•XVII를 다음과 같이 분배법칙에 따라 계산할 수 있다.
{\displaystyle XXI\cdot XVII(21\cdot 17)=XXI\cdot X+XXI\cdot V+XXI\cdot I+XXI\cdot I}
{\displaystyle =CCX+LLV+XXI+XXI=CCLLXXXXXVII=CCCLVII(357)}
로마 숫자 기수법에서 나눗셈은 나누어 지는 수를 나누는 수로 계속하여 빼는 감산법을 사용하였다. 예를 들어 39 ÷ 8의 계산은 39 = 8 + 8 + 8 + 8 + 7 = 8 × 4 + 7 과 같은 기법을 사용하였다.

## 역사

오늘날 대부분의 유럽 지역에서 사용되는 계산 부호

로마자가 정립되기 이전부터 에트루리아인들은 자신들의 문자 체계를 이용하여 수를 표시하였다. 이들이 사용한 계산 막대는 19세기 무렵까지 달마티아 지역에서 사용되었다. 로마 숫자의 I는 로마자 알파벳이 아니라 이 계산 막대에 표기한 기호에서 비롯된 것이다. 에트루리아인들은 계산 막대 위에 오늘날 대부분의 유럽지역에서 사용되는 것과 흡사한 계산 부호를 표기하여 계산하였다. 즉, 1부터 하나 씩 부호를 늘려가다 5가 되면 ⋀, ⋁와 같은 꺽쇠로 표시하고 10이 되면 꺽쇠가 겹친다는 의미로 X로 표기하였다.
로마자가 정립된 이후에는 오늘날 알려진 바와 같은 로마 숫자가 사용되었다. 중세 시기에 소문자가 개발되자 로마 숫자 역시 소문자로 표기되기 시작하였다. 르네상스 시기엔 j가 혼용되어 맨끝의 i는 j로 표기하는 관습이 생겼다. 예를 들어 iii과 iij가 혼용되었다.
< 참고 > 로마 숫자(Numeri Romani)의 생성 원리
로마 숫자 중 어떤 숫자들은 직관적으로 그 숫자가 의미하는 것을 유추할 수 있지만, 일부 숫자(V, L, D)들은 왜 해당 기호를 사용했는지 이해하기 힘든 경우가 있다.
예를 들어, 로마 숫자 5는 라틴어 수사 quinque의 첫 글자 Q를 사용해 나타내지 않고, V로 표시하고 있다.
로마 숫자의 생성 원리에 대해서는 다양한 이론들이 있지만 아래에서는 가장 널리 받아들여지는 이론들을 중심으로 서술한다.
1. 개요
로마 숫자 중 I(1), V(5), X(10), L(50)은 에트루리아인(Etrusci)들의 숫자 표시 방법에 뿌리를 두고 있다는 데에는 의견이 대부분 일치하는 것으로 보인다.
다만, C(100), D(500), M(1,000)이 어떻게 만들어졌는지에 대해서는 에트루리아인의 전통을 이었다는 주장과 그리스 문자(Alphabetum Graecum)을 차용해서 만들었다는 주장으로 크게 나뉜다.
2. I~L (1~50) : 에트루리아식 표기법
로마가 이탈리아 반도를 지배하기 전 이탈리아 북부 토스카나(Toscana 또는 Tuscany) 지방에 영향력을 행사하고 있던 에트루리아인들의 문화는 고대 로마 문화에 많은 영향을 미쳤다.
로마 숫자 표기법도 그 중 하나인데, 특히 로마 숫자 I~L까지는 에트루리아의 전통에 뿌리를 두고 있다.
a) I~III(또는 IV) : 쉽게 유추할 수 있는 것처럼 숫자를 세는 손가락(digitus, m.) 모양을 본 떠 만들었다.
b) V와 X에 대해서는 크게 2가지 주장이 있다. V를 먼저 만들고 X를 만들었다는 주장과 X를 만든 후, V를 만들었다는 주장이다.
b-1) V → X 주장
V는 손가락 5개를 쫙 핀 후, 이를 단순화 시켜 만들었다. (엄지와 검지를 벌린 모습을 본 떠 만들었다는 주장도 있다.)
X의 경우, 2개의 V를 합쳐 만든 것(V + V)인데, 하나의 V는 위에, 다른 하나의 V는 뒤집어 아래에 붙여서 만들었다.
b-2) X → V 주장
막대기(또는 손가락)를 교차해 10을 나타내는 X를 먼저 만든 다음, 10의 절반인 5를 나타내기 위해 X의 가운데를 잘라 남은 윗 부분인 V로 5를 표시했다.
c) L의 경우, 원래 50은 V의 가운데에 I을 겹쳐 표시하던  ᗐ에서 출발하였다. ᗐ의 모양이 펼쳐지면서 T를 거꾸로 한 모양으로 변하고, 나중에 왼쪽 끝이 떨어져 나가면서 L로 변했다.
3. C(100), D(500), M(1,000)
3-1. 에트루리아 기원설
a) C의 경우, 원래 100은 X에 가운데 I를 겹쳐 표시하던 모양이 >I<와 같이 양 옆으로 간격이 벌어진 후, ƆIC의 모양으로 변하게 된다. 그 이후, 숫자 100을 의미하는 라틴어 수사 centum의 머릿글자와 모양을 맞추기 위해 왼쪽에 있는 모양들은 사라지고, C만 남게 되었다.
b) M의 경우, 원래 1,000은 X(10)의 가장자리에 동그라미를 그린 모양으로 표시했다. 나중에 이 모양이 ↀ 모양으로 변화되고, 이 모양이 CIƆ로 바뀐 후, 양 끝이 퍼지면서 m 모양으로 바뀐다. 나중에 1,000을 나타내는 수사 mille의 첫 글자와 맞추기 위해 M을 사용하게 된다.
c) D(500)의 경우, 1,000을 표시하던 ↀ을 변화시킨 CIƆ 모양을 반으로 나눈(500) 모양인 D를 사용하게 되었다.
3-2. 그리스 알파벳 차용설
a) 1,000을 뜻하는 M의 경우, 그리스 알파벳 Φ(phi)를 빌려 와서 만들었다는 주장이다. 모양 변화는 Φ가 CIƆ로 다시 M으로 변했다는 것이다.
b) 500을 의미하는 D는 CIƆ의 절반의 모습 IƆ가 변해서 만들어졌다는 주장이다.
c) 100의 경우, 그리스 알파벳 θ(theta)를 빌려 사용했다는 주장인데 θ가 C로 어떻게 변했는지 잘 설명하지 못하고 있다. θ 가운데에 있는 줄을 빼고, 남은 원을 반으로 나눠서 C로 변했다는 주장이다.
한편 그리스어 차용설은 왜 하필 1,000은 Φ를 빌려서, 100은 θ를 빌려서 썼는지를 잘 설명하지 못하는 단점이 있다.

## 근대 이후 사용

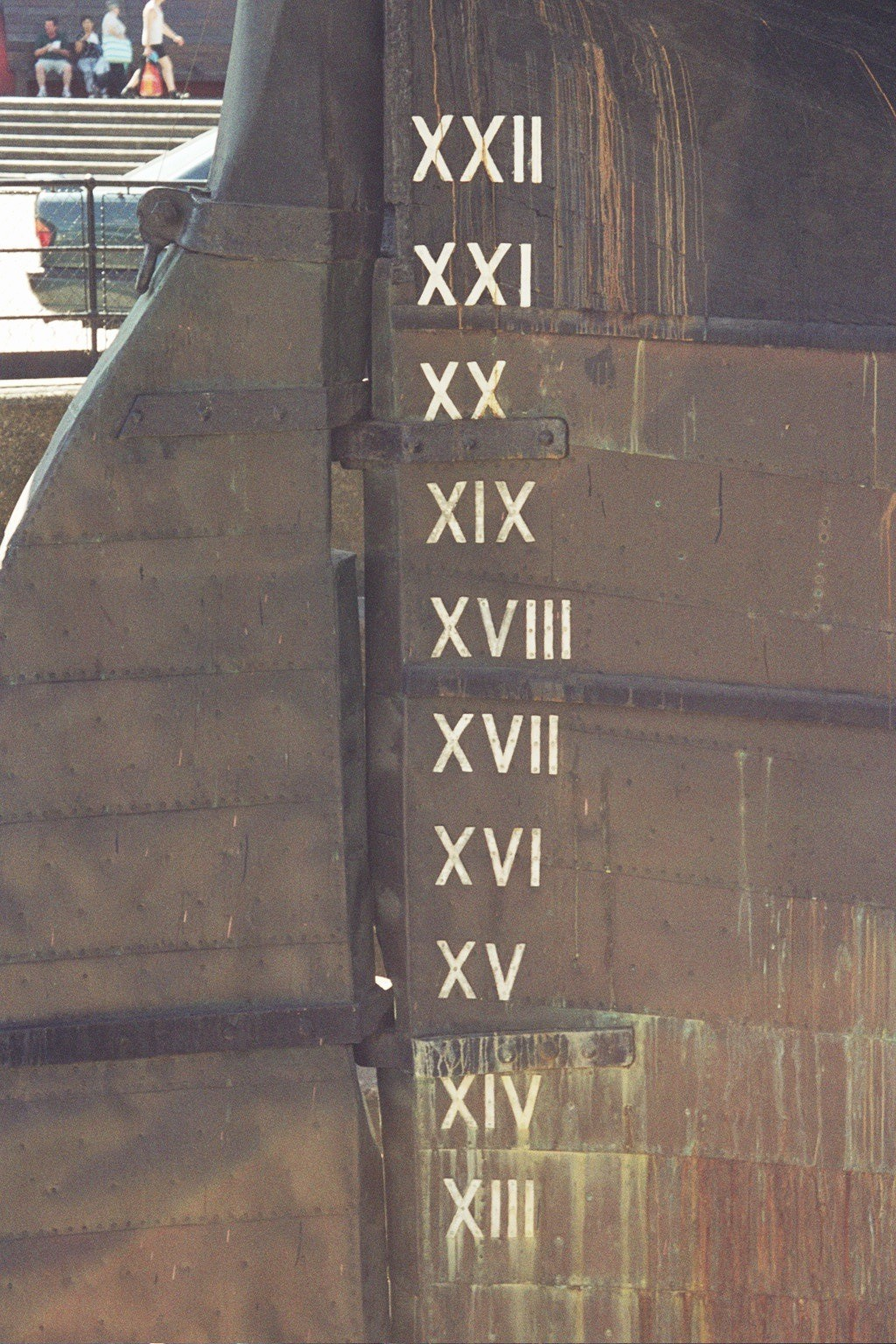
커티 사크 흘수에 표기된 로마 숫자

11세기 이후 당시 알안달루스로 불렸던 이슬람 통치하의 이베리아반도에서 아라비아 숫자가 유럽에 도입되었다. 그러나, 로마 숫자는 14세기에 이르러서도 서유럽의 일반적인 계산과 기록에 여전히 사용되었다. 하지만 계산의 편리성 때문에 차츰 아라비아 숫자의 사용이 확대되어 현대에 이르러서는 거의 모든 숫자 표기에 아라비아 숫자 사용이 일반화되었다. 오늘날에는 시계의 시간 표지나 주화, 올림픽 대회등과 같이 특별한 경우에만 로마 숫자가 사용된다. 영문판 포켓몬 도감도 로마 숫자를 사용한다.

## 문자 코드
유니코드 문자집합에는 로마 숫자를 표시하기 위한 글자가 U+2160에서 U+2183 사이에 마련되어 있다. 예를 들면 MDCLXVII을 ⅯⅮⅭⅬⅩⅦ 또는 ⅿⅾⅽⅼⅹⅶ로 쓸 수 있다. 대한민국의 KS X 1001 정보 교환용 부호 표준(완성형 부호계)에서는 A5B0에서 A5B9 사이에 I, Ⅱ, Ⅲ 등에 해당하는 로마 숫자 모양이 제공된다. 마이크로소프트 윈도우에서는 메모장 또는 인터넷의 입력창에서 ㅈ을 누르고 한자키를 누르면 로마숫자를 입력할 수 있다.

## 같이 보기
- 숫자
  - 아라비아 숫자
  - 이집트 숫자
  - 에트루리아 숫자(Etruscan numerals)
- 카로슈티 문자(Kharosthi script)
- 로마 주판(Roman abacus)